# Johan Grøttumsbråten
Johan Hagbart Pedersen Grøttumsbraaten (24. února 1899 Sørkedalen – 24. ledna 1983 Vestre Aker) byl norský reprezentant v lyžování.
Byl členem klubu IL i BUL v Oslo, pracoval jako lesní dělník a prodavač v obchodě se sportovními potřebami. Na Zimních olympijských hrách 1924 byl druhý v běhu na 18 km a třetí v běhu na 50 km. Na Mistrovství světa v klasickém lyžování 1926 vyhrál severskou kombinaci a byl čtvrtý ve skoku na lyžích. Na Zimních olympijských hrách 1928 vyhrál severskou kombinaci a běh na 18 km; spolu s finským rychlobruslařem Clasem Thunbergem byl nejúspěšnějším účastníkem této olympiády. Na Mistrovství světa v klasickém lyžování 1931 vyhrál jak severskou kombinaci, tak běh na 18 km. Na Zimních olympijských hrách 1932 zvítězil v severské kombinaci a doběhl šestý v závodě na 18 km. V roce 1924 mu byla udělena Holmenkollenská medaile. Spisovatel Olav Bø o něm napsal životopisnou knihu.